# Canoa/kayak agli VIII Giochi del Mediterraneo
Il programma di canoa/kayak agli VIII Giochi del Mediterraneo ha previsto 13 gare (4 di canoa e 9 di kayak), 10 maschili e 3 femminili.

## Risultati

### Uomini
| Evento                  | Oro                                                                          | Perform. | Argento                                                                    | Perform. | Bronzo                                                               | Perform. |
| In acque libere - Canoa |                                                                              |          |                                                                            |          |                                                                      |          |
| C1 - 500 m              | Jugoslavia Matija Ljubek                                                     | 1.57.70  | Spagna Eduardo Segarra                                                     | 1.59.47  | Francia Jean-Paul Cezard                                             | 2.02.71  |
| C1 - 1000 m             | Jugoslavia Matija Ljubek                                                     | 4.27.99  | Francia Alain Acart                                                        | 4.31.93  | Italia Paolo Cerutti                                                 | 4.33.20  |
| C2 - 500 m              | Jugoslavia Mirko Nišović Matija Ljubek                                       | 1.48.50  | Spagna Narciso Suarez Santos Magaz                                         | 1.50.66  | Italia Alain Acart Jean-Paul Cezard                                  | 1.52.52  |
| C2 - 1000 m             | Spagna Narciso Suarez Santos Magaz                                           | 4.02.28  | Francia Alain Acart Jean-Paul Cezard                                       | 4.02.91  | Italia Ilario Passerini Tiziano Annoni                               | 4.28.03  |
| In acque libere - Kayak |                                                                              |          |                                                                            |          |                                                                      |          |
| K1 - 500 m              | Oreste Perri                                                                 | 1.43"26  | Milan Janić                                                                | 1.44"61  | Herminio Menendez                                                    | 1.45"81  |
| K1 - 1000 m             | Oreste Perri                                                                 | 4.01"03  | Milan Janić                                                                | 4.11"68  | Luis Ramosmisione                                                    | 4.12"95  |
| K2 - 500 m              | Francia Francis Mervieu Alain Lebas                                          | 1.38"50  | Spagna Guillermo Del Riego Martin Vazquez                                  | 1.40"52  | Italia Giuseppe Canu Roberto Casini                                  | 1.42"11  |
| K2 - 1000 m             | Francia Francis Mervieu Alain Lebas                                          | 3.36"79  | Jugoslavia Dusan Filipovic Milan Janić                                     | 3.39"82  | Spagna Guillermo Del Riego Martin Vazquez                            | 3.41"17  |
| K4 - 500 m              | Spagna Herminio Menendez José Esteban José Lopez Diaz Flor Luis Ramosmisione | 1.29"86  | Italia Gian Luca Mannari Gian Paolo Innocenti Fabrizio Crenna Oreste Perri | 1.31"07  | Francia Bruno Bicocchi Patrick Berard Patrick Le Foulon Pascal Duhec | 1.31"39  |
| K4 - 1000 m             | Spagna Herminio Menendez José Esteban José Lopez Diaz Flor Luis Ramosmisione | 3.09"94  | Italia Gian Luca Mannari Gian Paolo Innocenti Fabrizio Crenna Oreste Perri | 3.10"65  | Francia Bruno Bicocchi Patrick Berard Patrick Le Foulon Pascal Duhec | 3.15"42  |

### Donne
| Evento                  | Oro                                                                 | Perform. | Argento                                                       | Perform. | Bronzo                                                                 | Perform. |
| In acque libere - Canoa |                                                                     |          |                                                               |          |                                                                        |          |
| K1 - 500 m              | Anne-Marie Loriot                                                   | 2.06"40  | Luisa Ponchio                                                 | 2.09"15  | Ana Rodriguez                                                          | 2.10"54  |
| K2 - 500 m              | Luisa Ponchio Elisabetta Introini                                   | 1.57"92  | Klara Konc Milena Popov                                       | 1.58"74  | Valerie Leclerc Frédérique Barouh                                      | 1.59"12  |
| K4 - 500 m              | Anne-Marie Loriot Martine Legault Valérie Leclerc Frédérique Barouh | 1.47"59  | Klara Konc Milena Popov Slavica Nadrijanski Milka Nadrijanski | 1.48"17  | Luisa Ponchio Elisabetta Introini Isabella Molinari Elisabetta Bassani | 1.50"11  |

## Medagliere
| Posizione | Paese      |    |    |    | Totale |
| --------- | ---------- | -- | -- | -- | ------ |
| 1         | Francia    | 4  | 2  | 4  | 10     |
| 2         | Jugoslavia | 3  | 5  | 0  | 8      |
| 3         | Italia     | 3  | 3  | 5  | 11     |
| 4         | Spagna     | 3  | 3  | 4  | 10     |
| Totale    | Totale     | 13 | 13 | 13 | 39     |